# Yasni
Yasni é um buscador de pessoas alemão, que é administrado pela empresa Yasni GmbH. 
Yasni é um buscador que adiciona resultados de busca de fontes externas.

## Formação e Desenvolvimento
Yasni foi fundado por Steffen Rühl em 2007. Em 2008 um grupo de investidores da Suíça, os Mountain Business Angels, entraram no projeto, o que resultou na expansão do Yasni e na implantação de uma versão internacional do Yasni na Áustria, Grã-Bretanha e Estados Unidos.
- Julho 2007: Fundação da empresa Yasni GmbH.
- Outubro 2007: Yasni.de é iniciado.
- Fevereiro 2008: Yasni consegue pela primeira vez um milhão de visitantes por mês.
- Novembro 2008: Yasni inicia sites regionais para a Áustria, Suíça, Grã-Bretanha e Estados Unidos.
- Março 2009: Segundo o comScore, Yasni estava entre as 100 sites mais visitados na Alemanha em 2008 é foi o site com o taxa mais altas de crescimento de usuários alemães.
- Setembro 2010: Depois de uma reportagem no canal de televisão alemão ZDF, Yasni nota um recorde de visitantes no yasni.de com quase 500.000 acessos.
- Outubro 2010: Yasni registra 22 milhões de visitantes e 50 milhões de acessos na página por mês. Mais de um milhão de usuários se cadastram.
- Dezembro 2010: A versão para França é lançada. A página agora está disponível agora em francês.
- Março 2011: As versões para Espanha (espanhol) e Itália (italiano) foram ativadas.
- Agosto 2011: As versões dos idiomas holandês e português são adicionados.
- Setembro 2011: Um após o outro, as versões regionais yasni.nl, yasni.ca e yasni.com.br foram lançadas.
- Verão 2011: O layout da página e completamente reorganizada.

## Funções
Além disso a busca simples e também tem possibilidade de receber novos resultados de busca periodicamente por e-mail, ao inserir um aviso de busca de uma pessoa. Em 2009, Yasni desenvolveu uma ferramenta chamada People Search, com qual você pode encontrar certas pessoas para certos termos. Yasni permite aos usuários criar um perfil grátis, facilitando para atribuir sem erros os resultados da pesquisa a se mesmo. Graças a mais possibilidades como adicionar links próprios, textos, imagens ou criar um cartão de visita virtual, Yasni facilita aos usuários a escolher seus amigos, permitindo assim uma gestão activa da reputação. Além disso, os usuários também podem usar todas as possibilidades e funções de communicaçãos comuns de uma rede social. A partir de 2009, Yasni oferece o perfil Premium, que custa uma pequena taxa, e que eles dão a possibilidade de usar mais funções no setor "representação on-line" ou "busca" no âmbito do produto que o usuário escolhe.

## Uso
De acordo com o estudo AGOF, yasni.de ocupa o lugar 29 das ofertas da internet alemão.

## Crítica
O que se critica em Yasni é o setor de busca, estima-se que este é juridicamente questionável do ponto de vista da protecção de dados, pois reúne resultados de pesquisa (embora estes dados são publicamente visíveis na Internet) em um resumo como de um arquivo. Yasni também participou de alguns ensaios sobre o tema da protecção de dados na internet. Também é criticado o otimização de mecanismo de busca, que faz  que as páginas de resultados Yasni se desloquem os verdadeiros resultados de busca do Google.